# Horniman Museum
Horniman Museum – muzeum w Londynie, zaprojektowane przez architekta Charlesa Harrisona Townsenda. Zostało założone w 1901 roku przez Fredericka Johna Hornimana, handlarza herbatą, ojca Annie Elizabeth Fredericka Horniman. 
Horniman Museum ma trzy główne kolekcje: antropologiczną (w tym 80 tys. eksponatów etnograficznych oraz 10 tys. archeologicznych), historii naturalnej (25 tys. okazów) oraz instrumentów muzycznych (7 tys. instrumentów oraz 1 tys. dokumentów archiwalnych).
Wystawy
Wystawy stałe:
Afrykańskie Światy,
Akwarium,
Galeria Stuletnia: Sto lat kolekcjonerstwa,
Galeria Historii Naturalnej,
Galeria Instrumentów Muzycznych,
Pokój Środowiska Naturalnego.